# Lago Larati
Larati es una laguna de agua dulce en el centro de Bolivia, ubicada en la cordillera de Cochabamba. Se encuentra a una altura superior a 3.500 metros sobre el nivel del mar, presenta una forma ovalada con una superficie de 1,36 km² en unas dimensiones de 1,90 kilómetros de ancho por 0,80 kilómetros de largo. Administrativamente forma parte del municipio de Sacaba de la provincia del Chapare en el departamento de Cochabamba.
El agua de la laguna en su mayor parte se usa para riego del sistema productivo y también algunas familias para consumo humano.